# Tiroidite di Riedel
La tiroidite di Riedel (conosciuta anche come tiroidite fibrosa,  tiroidite sclerosante o struma ligneo di Riedel) è una rara forma di infiammazione cronica della tiroide. Si ritiene che la tiroidite di Riedel sia la manifestazione di una malattia sistemica che interessa vari organi chiamata malattia IgG4-correlata. Spesso si tratta di una patologia multiorgano che interessa pancreas, fegato, reni, tessuti salivari e orbitali e retroperitoneo. Si caratterizza per deposizione di tessuto fibrotico e infiltrazione di plasmacellule IgG4 secernenti.
La malattia fu riconosciuta dal chirurgo tedesco Bernhard Riedel nel 1883 che ne pubblicò una descrizione dei sintomi nel 1896.

## Fisiopatologia
La tiroidite di Riedel è caratterizzata dalla sostituzione del normale parenchima tiroideo con tessuto fibrotico denso, che invade le adiacenti strutture del collo estendendosi oltre la capsula della tiroide. Questo rende la ghiandola tiroide di consistenza lignea, fissandola alle strutture circostanti. Se il processo infiammatorio infiltra la muscolatura può dare sintomi di compressione.

## Epidemiologia
La tiroidite di Riedel è considerata una malattia rara. La maggior parte dei pazienti mantiene una funzionalità tiroidea normale, ma in circa il 30% dei pazienti si sviluppa ipotiroidismo. Raramente può determinare ipertiroidismo.
La malattia colpisce prevalentemente individui di sesso femminile sopra i 45 anni.

## Sintomatologia
La tiroide appare ingrandita e il parenchima e il tessuto circostante sono convertiti in tessuto fibrotico, determinando una compressione della trachea e dell'esofago. La dispnea è un sintomo comune.
I sintomi derivati da questa patologia sono di difficile interpretazione medica poiché la presenza di fibrosi è facilmente confusa con noduli maligni.

## Terapia
Il trattamento farmacologico si avvale generalmente di prednisone, ma anche il tamoxifene può essere d'aiuto. La terapia chirurgica è necessaria in caso di sintomi compressivi e consiste in un'istmectomia.